# 史胜书
史勝書（?—?），字荻洲，黔西县洪水乡人。
道光十五年（1835年）乙未举人，師從吴嵩梁，与戴粟珍并称“黔中二俊”，又與汪克憲、主事吳秋帆，曾野亭齊名，時人稱爲“黔中五鳳”。史勝書與戴粟珍共赴辽东谋职，客死辽东。戴粟珍安葬之。著有《秋镫画荻草堂诗钞》。